# Флотт, Жан-Батист
Жан-Батист Флотт (10 января 1789, Монпелье, Франция — 25 декабря 1864, там же) — французский духовный писатель, священник.

## Биография
Принял духовный сан в своём родном городе, после был последовательно профессором философии в семинарии, лицее и с 1839 года на филологическом факультете в Монпелье (был основан в 1838 году), затем викарием епархии Эро (1844—1848). Был известен как последовательный критик идей Робера де Ламеннэ, в 1857—1858 годах участвовал в богословских спорах с Шарлем Жаннелем, с 1861 года занимался изучением трудов святого Августина.
Главные работы:
- «Introduction aux ouvrages de Voltaire par un homme du monde qui a lu avec fruit ses ouvrages immortels» (Монпелье, 1816);
- «Monsieur l’abbé de Lamennais réfuté par les autorités mêmes qu’il invoque» (Париж, 1824—1825);
- «Exposition de la doctrine de Benoit XIV sur le prêt, sur l’usure etc.» (Монпелье, 1826);
- «Précis analytique des leçons de philosophie faites pendant l’année 1843» (1843);
- «Études sur Pascal» (1846);
- «Études sur Daniel Huet» (1857).